# Boldogságos Szűz Mária mennybevétele plébániatemplom
A Boldogságos Szűz Mária mennybevétele templom Fejér vármegye Székesfehérvári járásában fekvő Kálozon, a Székesfehérvári egyházmegye mezőföldi kerületében található. A plébániát 1749-ben alapították, korábban a lelkipásztori feladatokat a simontornyai ferencesek látták el. Az egyházközségben keresztelőkről és halálozásokról már 1749-től, az esküvőkről 1750-től vezetnek anyakönyvet. A plébánia háztörténetét (historia domus) 1911-től vezetik. Mai, barokk temploma 1787–88 között épült. A plébánosi feladatokat jelenleg a nagylángi (Soponya II.) Oltáriszentség plébánia látja el. Az egyházközösség képviselő-testületi elnöke Vörös György, katekétája Kiss Károlyné, a karitász vezetője pedig Szajkó Lászlóné Erzsébet.
1922 és 1947 között fíliaként a plébániához tartozott, a nagyhörcsöki Páduai Szent Antal templom, mely később Sárhatvannal közösen önálló kettős lelkészséget alkotott, majd 1963-tól a sárhatvani Nagyboldogasszony plébánia, majd 1996-tól, annak visszaminősítése (jelenleg a pusztaegresi Szent Kereszt felmagasztalása plébánia fíliája) óta a sárbogárdi Szent László király plébánia leányegyháza.
A képen látható új fekete, négyzetalapú gúla formájú toronysisakját 2013-ban kapta, addig egy vörös félgömbkupola alakú toronysisak volt a templom tornyának a tetején a templom felszentelése óta, aranyozott kereszttel. A toronyban egykor kicsit soknak tűnő 6 harang lakott, ma már csak 4 található, a legújabbat 2003-ban, a legrégebbit 1748-ban öntötték.

## Plébánosok
| Plébános                | Hivatalban | Megjegyzés                                                 |
| ----------------------- | ---------- | ---------------------------------------------------------- |
| Cser Imre               | 1749-1756  |                                                            |
| Mihalovics Menyhért OFM | 1756-1770  | ferences                                                   |
| Kálóczy László OFM      | 1770-1773  | ferences                                                   |
| Misák Protáz OFM        | 1773-1781  | ferences                                                   |
| Nagyabonyi Mórótz Péter | 1781-1789  |                                                            |
| Horváth Pál             | 1789-1836  |                                                            |
| Akter István            | 1836-1854  |                                                            |
| Haszlinger Sebestyén    | 1854-1889  |                                                            |
| Tóth János              | 1889-1891  |                                                            |
| Radnich Imre            | 1891-1910  |                                                            |
| Székely Gyula           | 1910-1937  |                                                            |
| Balogh Károly           | 1937-1938  |                                                            |
| Farkas Károly           | 1938-1955  |                                                            |
| Felnémeti Ferenc        | 1955-1957  |                                                            |
| Molnár István           | 1957-1973  |                                                            |
| Szilárdfy Zoltán        | 1973-1993  |                                                            |
| Záborszky Kálmán        | 1993-1996  |                                                            |
| Brajnovits Ferenc       | 1996       | Székesfehérvár-vasútvidéki Prohászka - Jó Pásztor plébánia |
| Szalontai Károly        | 1996-2000  |                                                            |
| Tornyai Gábor           | 2000-2005  | kislángi Jézus Szíve plébánia                              |
| Horváth László          | 2005-      | soponyai Oltáriszentség plébánia                           |

## Szertartásrend
- Gyóntatás: vasárnap 7 órától
- Szentmise: vasárnap 8 órától, minden hónap első péntekén nyáron 17 órától, télen 16 órától
- Májusi litánia: 17 órától
- Októberi rózsafüzér: 16 órától
- Beteglátogatás: folyamatos

## További képek
- A templom a műemlékem.hu-n